# Motorola 68020

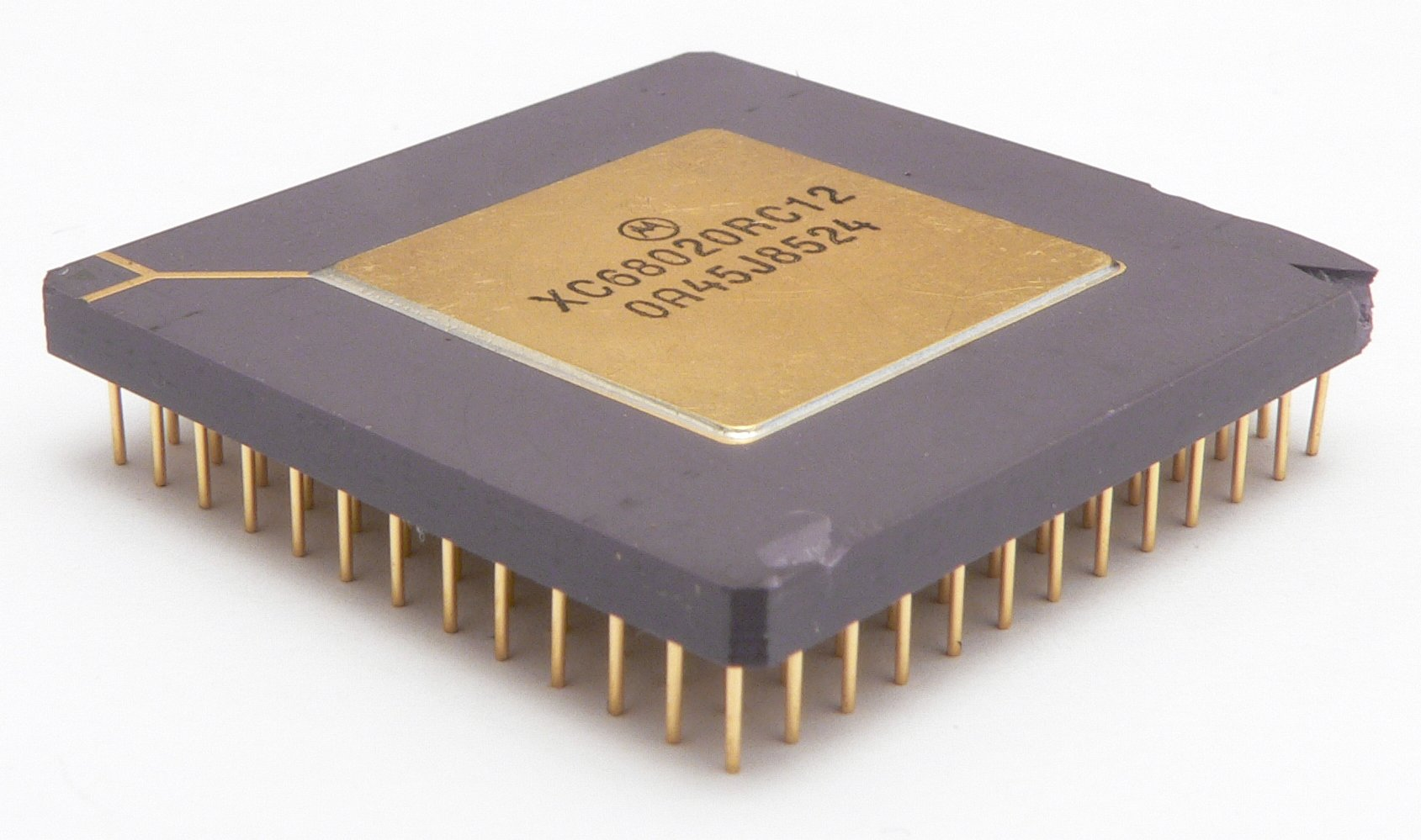
XC68020, a 68020 prototípusa

A Motorola 68020 a Motorola cég egyik 32 bites mikroprocesszora, a Motorola 68000-es processzor után következő első nagyobb revízió, 1984-ben jelent meg, a Motorola 68000 processzorcsalád kevésbé sikeres 68010-es modellje után következő tagja.

## Leírás

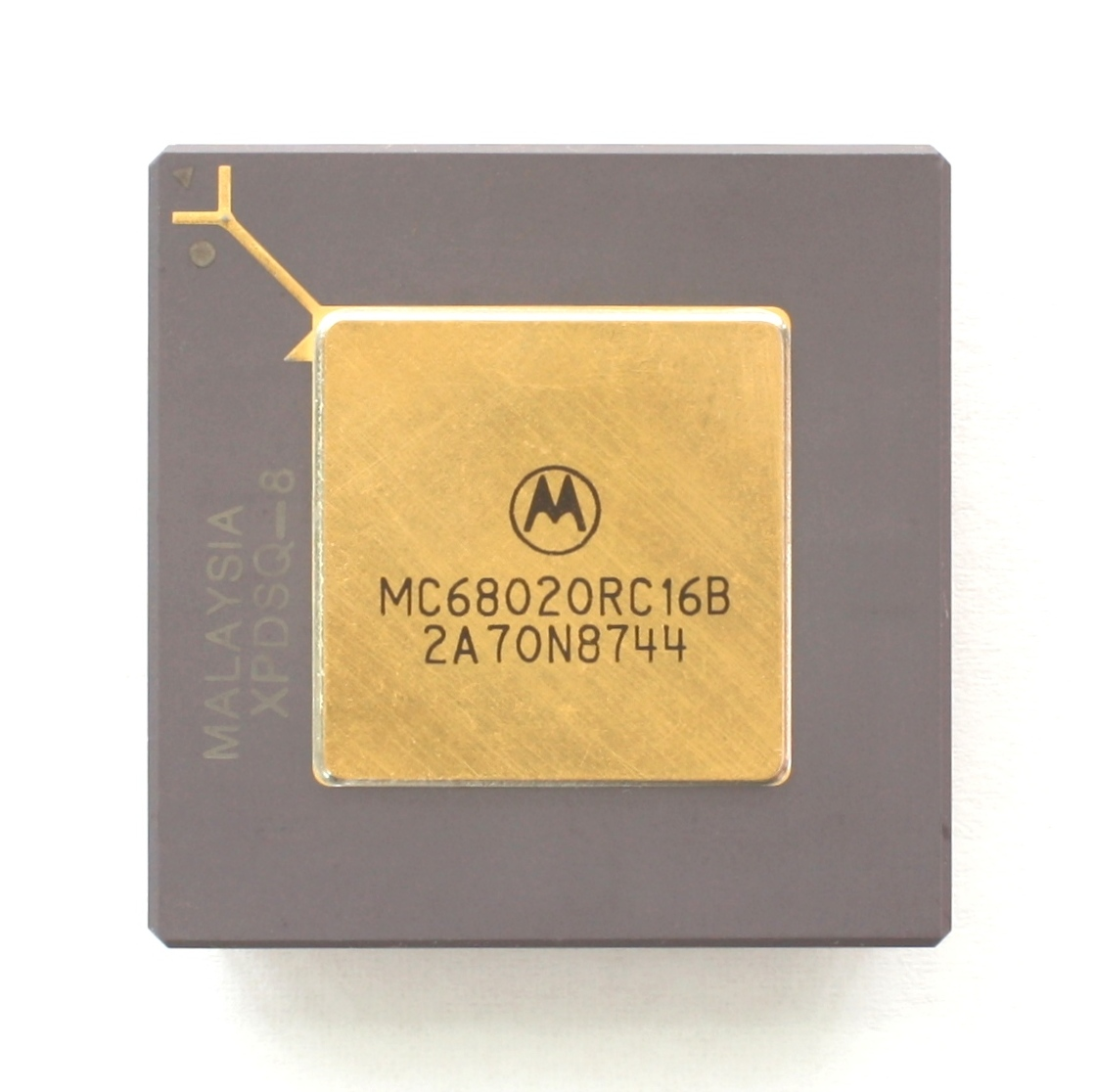
Motorola 68020

A Motorola 68020 első példányai 1984-ben készültek el. Ez a processzor egyszerre több első helyet is szerzett a kategóriájában; ez volt az első
- a Motorola teljesen 32 bites processzora,
- az első Motorola processzor, amelyben beépített gyorsítótárat alkalmaztak,
- az első Motorola processzor, amely támogatta több processzor összekapcsolását, azaz a multiprocesszoros működést: legfeljebb 8 ilyen processzor kapcsolható össze.

A teljesen 32 bites felépítés azt jelenti, hogy a processzor belső és külső adat- és címbuszai mind 32 bitesek, a korábbi 24- és 16 bites megoldásokat meghaladva –, és a modernebb PGA tokozás is több kivezetést tett lehetővé. Ez a modell még nem tartalmazott beépített matematikai koprocesszort: a külső 68881 és 68882 koprocesszorokkal való együttműködésre tervezték; azonban teljes mértékben megfelelt a virtualizációs követelményeknek. A processzornak 12 és 33 MHz közötti órajeleken működő változatai készültek.

## Felhasználása
A Motorola 68020 és az egyszerűsített, olcsóbb 68EC020 jelű (24 bites címbusszal szerelt) változat sok nyomtatóban és számítógépben került felhasználásra, például:
- Apple Macintosh II és Macintosh LC
- Sun 3 munkaállomás
- Amiga 1200 és Amiga CD32

A processzort többek között a Eurofighter Typhoon harci repülőgépben is alkalmazták.
A Motorola 68020 processzor utódja a Motorola 68030 volt, amelyet 1987-ben kezdtek forgalmazni.

## Fordítás
Ez a szócikk részben vagy egészben  a   Motorola 68020 című szerbhorvát Wikipédia-szócikk ezen változatának fordításán alapul.  Az eredeti cikk szerkesztőit annak laptörténete sorolja fel. Ez a jelzés csupán a megfogalmazás eredetét és a szerzői jogokat jelzi, nem szolgál a cikkben szereplő információk forrásmegjelöléseként. 